# Casa-fàbrica Mestres
La casa-fàbrica Mestres està situada al carrer de Joaquín Costa, 42 i 44 al barri del Raval de Barcelona. Com que no està catalogada, li correspon la categoria D (bé d'interès documental), atorgada per defecte a tots els edificis del districte de Ciutat Vella.

## Història
El 1853, el fabricant de llits de ferro i altres objectes decoratius Josep Mestres i Termes anunciava el seu establiment al carrer de Petritxol, 2, traslladat el 1857 al carrer de la Portaferrissa, 16. El 1861, Mestres va adquirir en emfiteusi dues parcel·les, una a Francesca Vidal, vídua del fabricant de teixits Francesc Lloberas, al seu fill Joaquim, i als fills de Domènec Soley, i una altra al comerciant i terratinent Rafael Sabadell i Permanyer, i va demanar permís per a construir-hi un edifici a l'actual núm. 44, segons el projecte del mestre d'obres Felip Ubach, on va instal·lar la seva fàbrica i el 1867 va traslladar el despatx de vendes del carrer de la Portaferrissa.
El 1863, va presentar un nou projecte del mateix autor per a la planta baixa del núm. 42, remuntada amb quatre pisos el 1865. El 1863, Ubach també es va encarregar del projecte del núm. 40, primer de planta baixa, i l'any següent amb quatre pisos. Finalment, el 1873, Mestres va vendre la finca del núm. 44 a Dolors Pujol de Senillosa i de Gayolà (representada pel seu pare Arcadi Pujol de Senillosa i de Vedruna), i el 1875, la del núm. 42 a Feliu Mirabent i Mitjà, i la del núm. 40 a Llorenç Grenzner i Fellner, germà del pintor Eduard Grenzner i Fellner. En aquella època, Mestres s'estava divorciant de la seva esposa Dolors Vargas, a qui havia de passar la pensió d'aliments.
A principis del segle xx, els antics locals industrials eren llogats per la Junta Municipal d'Ensenyament Primari.

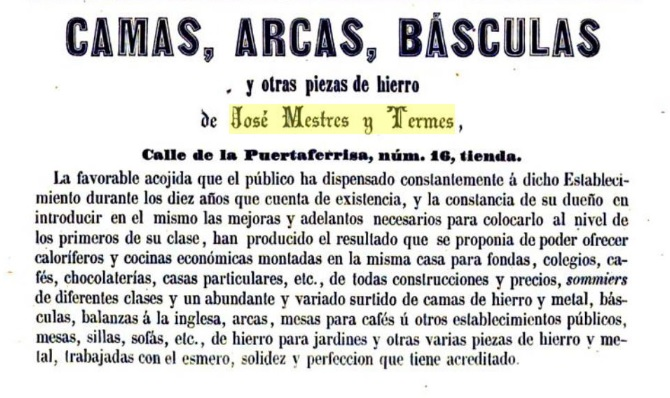
Anunci del 1857

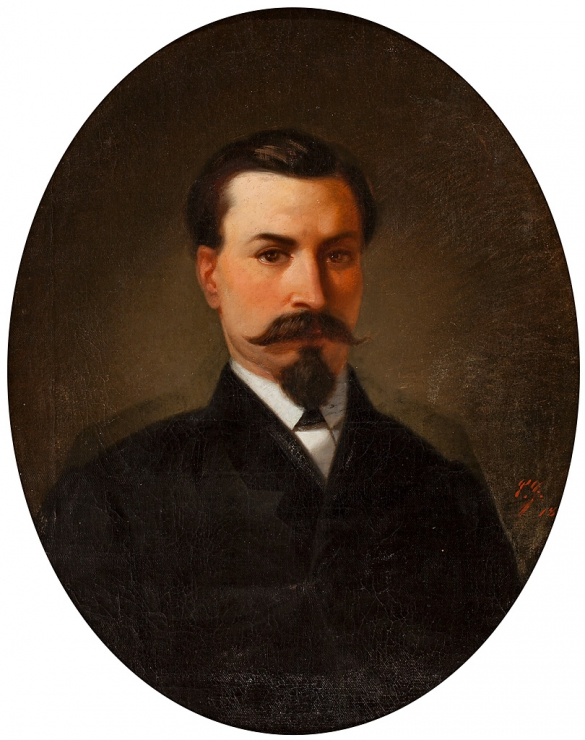
Retrat de Llorenç Grenzner i Fellner

## Descripció
És un conjunt de dos edificis «siamesos» de planta baixa amb entresol i quatre pisos, amb nou obertures per planta. La façana està dividida en tres cossos: el de l'esquerra, originalment destinat a fàbrica, i els dos restants (un a cada finca), a habitatges.